# 푸미족
푸미족(普米族, Pǔmǐ Zú)은 중국 소수민족 중의 하나로 중국 정부에 의해 공인된 56개의 소수민족 중 41번째로 많은 민족이다. 푸미족은 중국 고대 챵족의 한 가지로 란핑 바이족 푸미족 자치현과 리장 시 등의 현 접경에 흩어져서 거주하고 있으며, 2000년 중국 정부의 인구조사에서 약 5만명의 인구를 가지고 있는 것으로 나타났다.

## 역사
푸미는 중국의 어떠한 소수민족보다 뚜렷한 이주의 흔적을 가지고 있다. 원래는 칭하이 티베트고원에서 유목민 생활을 하다가 황단산맥의 계곡을 따라 기원 전 4세기 경에 따듯한 지역으로 이주를 했다.
그리하여 7세기에 이르러 쓰촨성 북부로 이주를 하였고, 14세기에는 윈난성 북서부로도 이주를 했다. 많은 이들이 정착하여 농경생활을 하였고, 란핑과 리장의 지주들이 푸미족 경제를 지배하였다. 일부를 제외하고는 대다수의 지주들이 이들에게 50%에 이르는 소작료를 받았다.

## 같이 보기
- 중국의 민족